# Held van de Strijdkrachten
Aan de eretitelvan een '"Held van de Strijdkrachten" (Vietnamees: "Anh hùng lực lượng vũ trang nhân dân") is zoals in socialistische staten gebruikelijk ook in de Socialistische Republiek Vietnam een op de linkerborst te dragen gouden ster verbonden.
Men verleent de in 1955 ingestelde titel aan de voor de nationale bevrijding van Vietnam verdienstelijke en dappere burgers, militairen en organisaties. Ook vreemdelingen komen voor de titel in aanmerking. In de statuten worden " revolutionaire heroïek" en exceptionele en uitstekende verdiensten in de strijd, in de ondersteuning van de strijd en op het werk genoemd.

## Kwalificaties
De titel wordt tijdens het leven of postuum toegekend. De gedecoreerden moeten trouw aan het socialistische vaderland zijn en zijn doordrongen van de revolutionaire deugden en kwaliteiten van de partij.
Ook politieke verdiensten zoals "het bewaren van de eenheid, de kracht en de integriteit van de communistische partij en de massa-organisaties" zijn aanleiding om deze onderscheiding toe te kennen.

## Voorganger
Voordat de titel Held van de Strijdkrachten werd toegekend was er de titel "Held van de Bevrijding van het Zuiden". De communisten die Noord-Vietnam beheersten hebben van 1945 tot 1975 gevochten om geheel Vietnam onder hun bewind te brengen.
Bij de collectieve benoemingen wordt de ster als vaandeldecoratie aan de vlag van de gedecoreerde eenheid bevestigd.
De benoeming geschied door het Permanent Comité van de Vietnamese Nationale Vergadering.
Het is in uitvoering en decoratiebeleid een typisch voorbeeld van een Socialistische orde. De vroegere onderscheidingen van de Sovjet-Unie hebben als voorbeeld gediend.
Net als veel socialistische orden wordt de Orde van de Verdediging van het Vaderland aan een klein strookje lint binnen een gesp gedragen. De vorm is typisch Russisch en sluit niet aan bij Vietnamese tradities.

## De drie heldenorden van communistisch Vietnam
Naar Sovjet voorbeeld zijn er drie titels en drie kleine gouden sterren.
- De Held van de Strijdkrachten
- De Held van de Arbeid (Vietnam)
- De Heldin van het Moederschap